# Esra’a Al Shafei

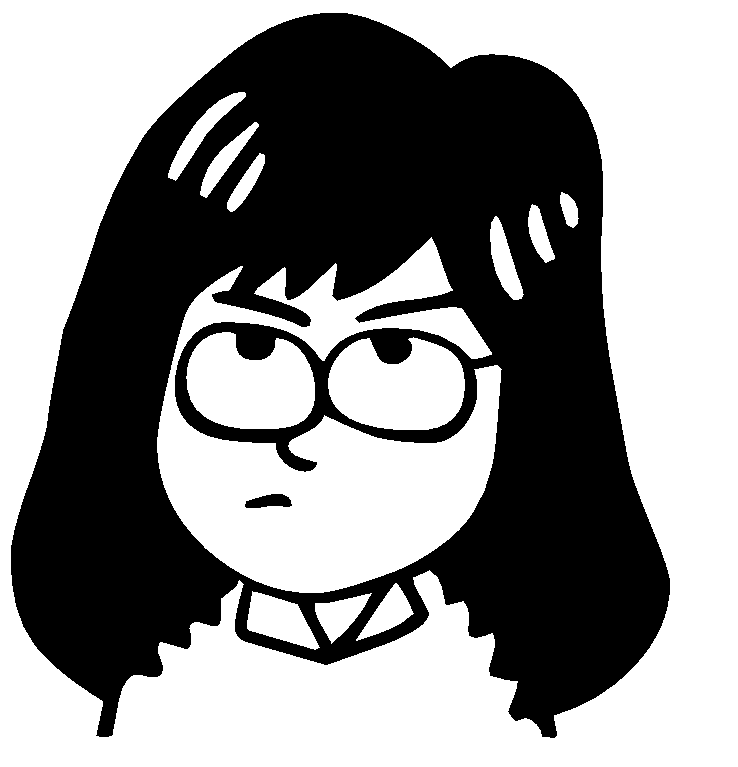
Avatar von Esra’a Al Shafei

Esra’a Al Shafei (arabisch إسراء الشافعي, DMG Isrāʾ aš-Šāfiʿī; geb. 23. Juli 1986) ist eine Bürgerrechtsaktivistin, Bloggerin und Gründerin und Executive Director der Organisation Majal (Mideast Youth) und von Projekten, die mit dieser in Verbindung stehen, inklusive CrowdVoice.org. Sie kommt aus Bahrain.
Al Shafei ist Fellow der TED, Fellow von Echoing Green, und wurde von George Webster, einem Reporter des CNN als „eine freimütige Verteidigerin der Freien Sprache“ bejubelt. Sie wurde im Fast Company-Magazin als eine der „100 Most Creative People in Business“ (Kreativsten Personen im Geschäftsleben) ausgezeichnet. 2011 listete The Daily Beast Al Shafei als eine der 17 mutigsten Blogger weltweit. Sie gilt auch als Promoterin von Musik als Mittel zu sozialer Veränderung und gründete Mideast Tunes, derzeit die größte Plattform für Underground Musicians im Mittleren Osten und Nordafrika.
Al Shafei wurde 2008 mit dem Berkman Award for Internet Innovation der Berkman Klein Center for Internet & Society an der Harvard Law School ausgezeichnet für „outstanding contributions to the internet and its impact on society“ (Herausragende Beiträge zum Internet und zu dessen Wirkung auf die Gesellschaft). 2012 wurde sie durch ein Stipendium der Shuttleworth Foundation für ihre Arbeit an der Open Source Plattform CrowdVoice.org unterstützt. Sie wurde auch mit dem Monaco Media Prize ausgezeichnet in Anerkennung ihrer innovativen Nutzung der Medien für die Verbesserung der Menschlichkeit. 2014 wurde sie im Forbes-Magazin in der Liste der „30 Under 30“ Sozial-Unternehmer mit einem großen Einfluss in der Welt aufgeführt. Das World Economic Forum listete sie als eine der „15 Women Changing the World in 2015“.
Im selben Jahr gewann sie den „Most Courageous Media Prize“ von Free Press Unlimited. Al Shafei wurde 2017 als Director’s Fellow des MIT Media Lab ernannt. 2018 wurde sie als eine der BBC’s 100 Women aufgeführt.
2017 war Al Shafei auch eine der Hauptsprecherinnen bei der Wikimania. Im Dezember desselben Jahres wurde sie in das Board of Trustees der Wikimedia Foundation berufen.

## Politische Ansichten
Esra’a Al Shafei berichtet von Erlebnissen, in denen sie als Kind die unmenschliche Behandlung von Wanderarbeitern miterlebt hat. Zusammen mit stereotypen Medienberichten von Jugendlichen des Mittleren Ostens bewegte sie dies das Netzwerk Mideast Youth zu gründen. Im Laufe der Zeit erweiterte sich das Netzwerk und weitere Problem der Menschen- und Bürgerrechte wurden von integriert. So entstand eine ganze Reihe von Netzwerken mit weltweiter Ausstrahlung.

„Wir wollen unsere Menschlichkeit und unsere Zukunft in unsere eigenen Hände nehmen und wir nutzen das Internet und andere Formen der Technologie um für diese Rechte zu kämpfen.“

2006 begann Esra’a Al Shafei bei WordPress zu bloggen. Sie nutzt Twitter um zu kommunizieren, löscht die Tweets aber, sobald sie viral gehen.

„Die Konsequenzen, wenn man ein Metal- oder Rock-Konzert besucht sind ein häufig auftauchender Diskussionspunkt auf Mideast Youth.
Es sind nicht nur junge Menschen, sondern auch Berufstätige, die ihre Jobs nicht gefährden wollen, die besorgt sind. Frauen, vor allem, drücken ihre Sorgen über eine Verletzung ihres Rufes aus.“

Ihre Streaming-Site ist ein Mittel für Underground Music isolierte Märkte zu erreichen, vor allem die Länder des Nahen Ostens und Nordafrika (MENA-Region, Middle East and North Africa). Ihre Homepages können Informationen zu den Massen tragen, die nicht in den Mainstream-Medien transportiert werden. Ihre Blogs werden damit eine Quelle für Welt-Information. Al Shafei hat auch Blogs für CNN und die Huffington Post verfasst.
Esra’a zeigt ihr Gesicht nicht online. Sie nutzt den oben abgebildeten Avatar für Videokonferenzen und für Verfasserzeilen (bylines), weil sie bereits mit Gewalt bedroht wurde. Als Aktivistin in einem unfreien autoritärem Regime würde es ihre ganze Familie in Gefahr bringen, wenn sie erkennbar wäre.